# Programme 985
Ne doit pas être confondu avec Le Programme 111.
Le programme 985 fut annoncé en Mai 1998 par le gouvernement chinois dans le but de construire les universités de niveau international. Il découle de la volonté du gouvernement central « d'assurer la réalisation de la modernité du pays et de construire des universités de premier rang » (discours prononcé par le Président Jiang Zemin, le 4 mai 1998).
Ce projet a accéléré la fusion des universités, le recrutement de professeurs de haut niveau ou d'experts étrangers renommés. Il a permis la réforme du système du personnel enseignant, le renforcement de la recherche, l'association entre universités, centres d'études et entreprises et le renforcement de la coopération internationale. Une trentaine d'universités ont été sélectionnées pour ce programme qui n'est pas largement diffusé ni porté à la connaissance du grand public.
En octobre 2015, le Conseil d'État de la République populaire de Chine a publié le « Plan global pour la promotion de la construction d'universités et de disciplines de première classe au monde (Plan universitaire double de première classe) » et a pris de nouvelles dispositions pour le développement de l'enseignement supérieur en Chine, remplaçant les projets précédents tels que « Projet 211 », « Projet 985 » ou « Disciplines clés caractéristiques du projet ».
D'ici 2021, il y a 3 012 universités et collèges en Chine continentale, et les 140 universités Double First Class représentaient moins de 5% des établissements d'enseignement supérieur en Chine, représentant les universités et collèges les plus élitistes de ce pays.

## Liste des universités
- Université de Pékin (PKU)
- Université Tsinghua
- Université Fudan
- Institut de technologie de Harbin
- Université de Nankin
- Université Jiao-tong de Shanghai
- Université de Sciences et Technologie de Chine
- Université Jiaotong de Xi'an
- Université de Zhejiang
- Institut de technologie de Pekin
- Université normale de la Chine de l'Est (ECNU)
- Université normale de Pékin
- Université Beihang (BUAA)
- Central South University
- Minzu University of China
- Université Renmin de Chine
- China Agricultural University
- Chongqing University
- Dalian University of Technology
- Huazhong University of Science and Technology
- Hunan University
- Université de Jilin
- Lanzhou University
- Université Nankai
- Northwestern Polytechnical University
- Université du Nord-Est
- Northwest A&F University
- Ocean University of China
- Université du Sud-Est
- Université du Shandong
- Université du Sichuan
- Université de technologie de Chine méridionale
- Université Sun Yat-sen
- Université de Tianjin
- Université Tongji
- University of Electronic Science and Technology of China
- Université de Wuhan
- Université de Xiamen
- National University of Defense Technology